# Rio Itajaí do Norte
Le rio Itajaí do Norte est une rivière brésilienne de l'État de Santa Catarina.
Il prend sa source sur territoire de la municipalité de Papanduva, s'écoule vers le sud-est avant  de se jeter dans le rio Itajaí-Açu, non loin du centre de la municipalité d'Ibirama.